# Gabriel Aragón Bermúdez
Gabriel Aragón Bermúdez, més conegut com a Gaby, (Madrid, 3 de juliol de 1920 - Madrid, 10 de gener de 1995) va ser un pallasso i saxofonista espanyol, membre del trio Gaby, Fofó y Miliki.

## Biografia
Fill del pallasso Emilio Aragón Foureaux (Emig) i de l'acròbata eqüestre Rocío Bermúdez Contreras, pertanyia a una família de llarga tradició en el món del circ.
Era nebot del duo de pallassos Pompoff y Thedy. Amb aquests antecedents, ell mateix, al costat del seu germà Alfonso (Fofó), als quals aviat s'uniria el tercer germà Emilio (Miliki), va començar la seva carrera artística quan encara era un adolescent durant la Guerra Civil Espanyola, actuant a llocs com el London Bar de Barcelona o el Cafè Victoria de Madrid.
A vegades van actuar amb la seva germana Rocío Aragón, bailaora de flamenc.
També té dues germanes més per part de pare, Elena i Concepción Aragón Hijón.
El 1946 va emigrar a Amèrica amb els seus germans, i allí va triomfar en la televisió, primer a Cuba i a partir de 1970 a l'Argentina.
El 1972 els tres germans tornen a Espanya i el 1973 s'estrena el seu programa a Televisió Espanyola El gran circo de TVE, que es manté en pantalla fins a 1983, collint un enorme èxit.
Després de la retirada del programa, Miliki el 1984 va sortir del grup i Gabriel Aragón va continuar actuant amb els seus nebots Fofito i Rody fins a 1985. Més endavant va formar amb cinc dels seus deu fills el grup de pallassos Los Gabytos, amb qui va continuar treballant entre 1987 i 1993, a menys d'un any de la seva defunció.

## Caràcter del personatge
En el trio de pallassos, Gaby representava el personatge del clown, enfront dels seus germans Fofó i Miliki, augusto i contraugusto respectivament. Assumia perquè el paper del "llest" del grup, que no obstant això sempre acabava escaldat amb les bromes dels seus companys. Vestit sempre amb impecable levita negra, el seu personatge, intèrpret de saxofon, adoptava un aire seriós i pretenia adoptar el rol de líder del grup, sempre amb catastròfics resultats.

## Vida privada
Amb la seva primera esposa, Carmen Bernal, va tenir 5 fills: Gabriel (1942), Hilda María (1947), María Isabel (1952), Mª del Carmen (1957) i Juana María (1960). El 1969 es va casar a Puerto Rico amb la porto-riquenya Virgen Jiménez, amb la qual va tenir uns altres 5 fills: Virgen María (més coneguda como Lara, 1971), Gabriel Jr. (1972), Rodrigo (1975), Gonzalo (1981) i Alonso (1985).

## Mort
Va morir el 10 de gener de 1995 als 74 anys en la Clínica de la Concepción de Madrid, on havia estat ingressat feia uns dies, com a conseqüència de complicacions de la diabetis que patia. Va ser enterrat en el cementiri de Pozuelo de Alarcón.

## Filmografia
| Any  | Títol                    | Director             | Paper         | Notes |
| ---- | ------------------------ | -------------------- | ------------- | ----- |
| 1948 | El nieto del zorro       | Jaime Salvador       |               |       |
| 1955 | Tres bárbaros en un jeep | Manuel de la Pedrosa | Teniente Gaby |       |
| 1972 | Había una vez un circo   | Enrique Carreras     | Gaby          |       |
| 1973 | Los padrinos             | Enrique Carreras     | Gaby          |       |

## Televisió
| Any       | Títol                                | Canal   | Notes                                                |
| --------- | ------------------------------------ | ------- | ---------------------------------------------------- |
| 1968      | El show de las cinco                 | Canal 8 |                                                      |
| 1972-1973 | Las aventuras de Gaby, Fofó y Miliki | TVE     |                                                      |
| 1974-1976 | Cantar y reír                        | TVE     |                                                      |
| 1974-1981 | El gran circo de TVE                 | TVE     |                                                      |
| 1975      | Especial Nochevieja 1975             | TVE     |                                                      |
| 1976      | Esta noche...fiesta                  | TVE     | Invitat amb Miliki i Fofito                          |
| 1980      | Ding-Dong                            | TVE     | Concursant en el primer programa dedicat a València. |
| 1980      | 625 líneas                           | TVE     | Invitat amb Miliki, Fofito i Milikito                |
| 1982-1983 | El loco mundo de los payasos         | TVE     |                                                      |
| 1982      | Tompy, el conejito de trapo          | TVE     |                                                      |
| 1984      | Ni en vivo ni en directo             | TVE     | Invitat amb Miliki                                   |
| 1984      | Un, dos, tres... responda otra vez   | TVE-1   | Programa: "Navidad 1984"                             |
| 1985      | Un, dos, tres... responda otra vez   | TVE-1   | Programa: "Navidad 1985"                             |
| 1986      | La bola de cristal                   | TVE-1   | Programa: 18 d'octubre de 1986                       |
| 1994      | El gran circo de Televisión Española | TVE-1   | Programa: 12 de juny de 1994                         |

## Discografia
- Lo que tanto esperé (1959)
- Gaby, Fofó, Miliki y familia en el Show de las cinco (1965)
- Pinocho (1965)
- Nuestro Disco (1968)
- Din Don Din Don / El comelón (1971, single)
- A sus amiguitos (1971)
- Adelantando éxitos 1972 (1971)
- Hola don Pepito, hola don José (1971)
- Hola don Pepito, hola don José / La gallina Turuleca (1971, single)
- Mi barba tiene tres pelos / La gallina Turuleca (1971, single)
- Todos los niños del mundo son nuestros amiguitos (1972)
- Mami de mis amores / Feliz en tu día (1972, single)
- Temas de la película "Había una vez un circo" (1972, extended play)
- Había una vez un circo (1973)
- Había una vez un circo / Don Pepito (1974, single)
- Los días de la semana / Chévere chévere chon (1974, single)
- Mami de mis amores / Los días de la semana (1974, single)
- La gallina Papanatas / Mi barba (1974, single)
- Gaby, Fofó y Miliki con Fofito (1974)
- Los más grandes éxitos (1975)
- Susanita, Papá y mamá, El sombrero de Gaspar, etc. (1975)
- Susanita / Los soldados de la risa (1975, single)
- La familia unida (1976)
- Porompompóm, Manuela / ¿Qué nos da el cerdito? (1977, single)
- Había una vez un disco (1977)
- Cómo me pica la nariz (1979)
- Cómo me pica la nariz / Animales F.C. (1979, single)
- Cantando, siempre cantando (1980)
- Vaya mentira / La marcha de las letras (1980, single)
- El loco mundo de los payasos (1982)
- El loco mundo de los payasos / De cachibú de cachivaca (1982) (single)
- Superpeques (1983)
- La historia de los payasos (1983)
- Los payasos de la tele (1986, extended play)
- Pitrinqui pitranca / Tírame la pelota (1986, extended play)

## Espectacles
- El circo de las Navidades (1974): Gaby, Fofó, Miliki i Fofito
- Los Superpayasos de la Televisión (1975): Gaby, Fofó, Miliki i Fofito
- El circo de las Navidades (1977): Gaby, Miliki i Fofito
- Festival Mundial del Circo (1977): Gaby, Miliki, Fofito i Milikito
- El fabuloso mundo del circo (1985): Gaby, Fofito i Rody

## Premis
Gabriel Aragón va rebre, al costat dels seus germans, el Premi TP d'Or de 1974 al Personatge més popular de la televisió i el 1995, a títol pòstum, el TP d'Or per la seva trajectòria artística.